# جبريل دومون
جبريل دومون هو سياسي كندي، ولد في 1 ديسمبر 1837، وتوفي في 19 مايو 1906 في كندا.

## روابط خارجية
- جبريل دومون على موقع الموسوعة البريطانية (الإنجليزية)